# Ауґусцин
Ауґусцин (пол. Auguścin, нім. Augustenhof) — село в Польщі, у гміні Вижиськ Пільського повіту Великопольського воєводства.
Населення — 316 осіб (2011).
У 1975-1998 роках село належало до Пільського воєводства.

## Демографія
Демографічна структура станом на 31 березня 2011 року:
|          | Загалом | Допрацездатний вік | Працездатний вік | Постпрацездатний вік |
| -------- | ------- | ------------------ | ---------------- | -------------------- |
| Чоловіки | 154     | 41                 | 103              | 10                   |
| Жінки    | 162     | 47                 | 81               | 34                   |
| Разом    | 316     | 88                 | 184              | 44                   |